# Simona Baldassarre
Simona Renata Baldassarre (nascida em 12 de novembro de 1970 em Giurdignano) é uma política italiana eleita membro do Parlamento Europeu em 2019.